# Charkiwśki Berserky
Charkiwśki Berserky (ukr. Харківські Берсерки), pierw. Rulav Odd Charków (ukr. Рулав Одд Харків) – ukraiński klub hokeja na lodzie z siedzibą w Charkowie.

## Historia
Klub został założony w 2020. We wrześniu 2021 drużynę przyjęto do rozgrywek UHL edycji 2021/2022. Menedżerem generalnym był wtedy Pawło Łehaczew, głównym trenerem Ihor Szamański, a trenerem w sztabie Ołeksij Łazarenko.
Na początku stycznia 2022 poinformowano, że Rulav Odd Charków został przekształcony w Charkiwśki Berserky (nzwa pochodzi od mitologicznych wojownikow berserków), a na czele nowego klubu stanął Pawło Lehaczow.
We wrześniu władze klubu zgłosiły drużynę do sezonu 2022/2023, zaś z uwagi na ostrzał Charkowa podczas inwazji Rosji na Ukrainę za miejsce rozgrywania domowych meczów wybrano Winnicę. Przed sezonem 2022/2023 głównym trenerem był Pawło Łehaczew, a jego asystentami Ihor Szamański i Bogdan Kuraszow. Pod koniec stycznia 2023 trenerzy Łechaczew i Szamański zostali też włączeni do składu drużyny, a do sztabu trenerskiego weszli Ołeksandr Panczenko i Iwan Kowalow.